# Nadeschda Prokofjewna Suslowa

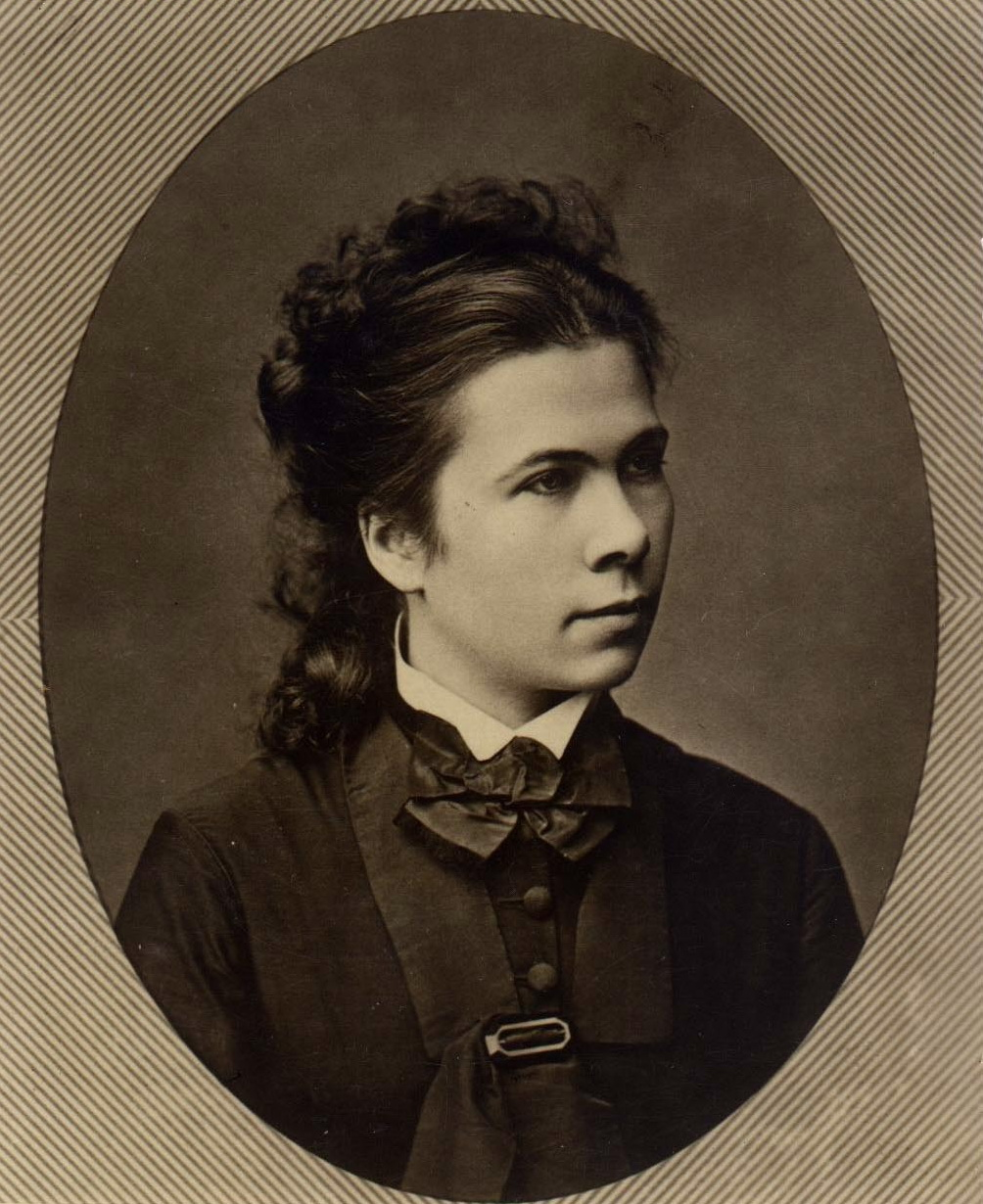
Nadeschda Suslowa (1860er-Jahre)

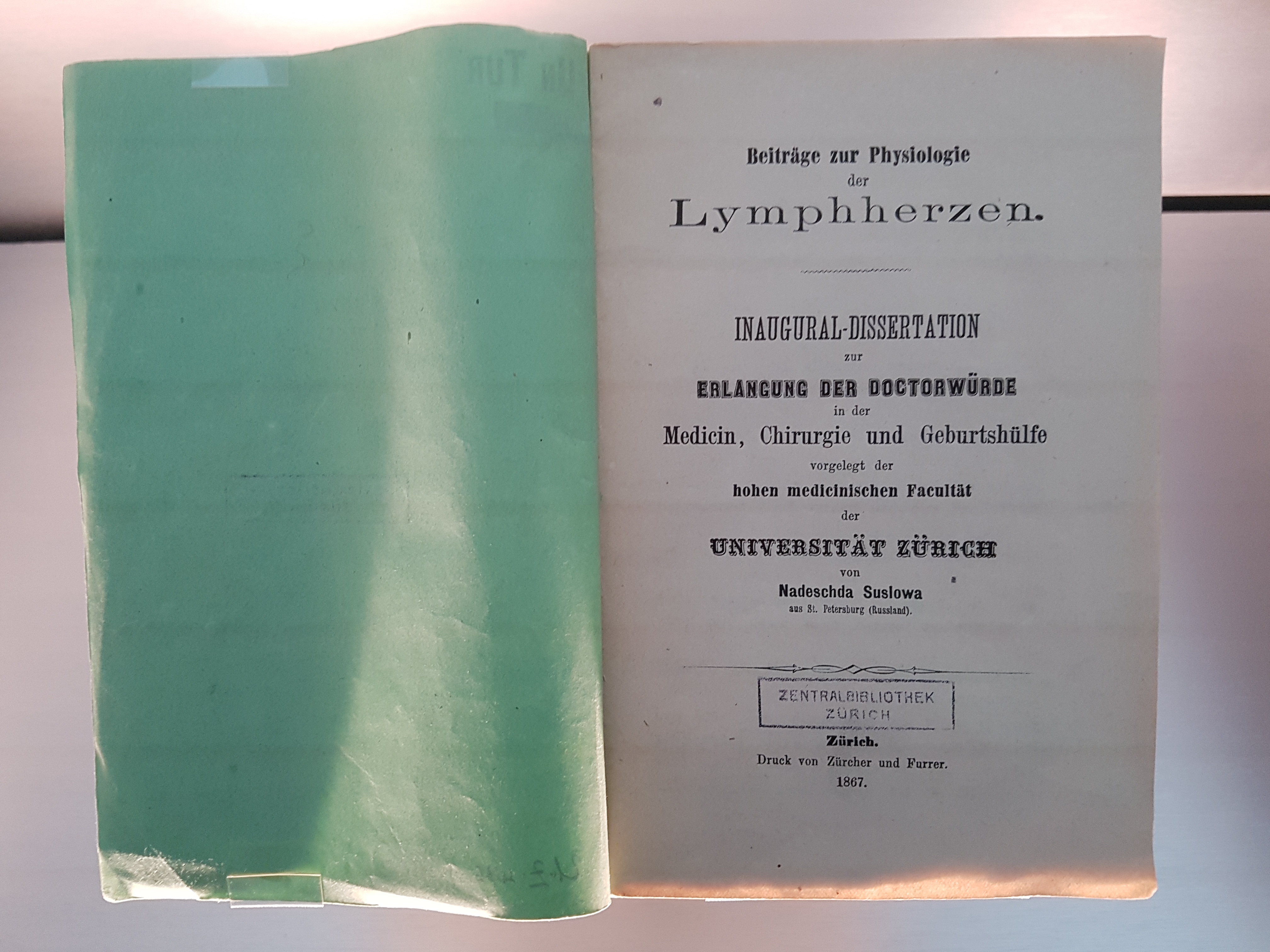
Dissertation von Nadeschda Suslowa, 1867

Nadeschda Prokofjewna Suslowa (russisch Надежда Прокофьевна Суслова), kurz auch Nadežda Suslova (* 1. Septemberjul. / 13. September 1843greg. in Panino, Ujesd Gorbatow, Gouvernement Nischni Nowgorod; † 20. April 1918 in Aluschta), war eine russische Ärztin. Sie war die erste promovierte russische Medizinerin.

## Leben
Nadeschda Suslowa wurde 1843 als Tochter eines freigelassenen russischen Leibeigenen und Bauern geboren. Trotz dieser denkbar schlechten Voraussetzungen für eine akademische Karriere bestand sie die Prüfungen für das Gymnasium und erlangte 1859 das Hauslehrerinnen-Diplom. Von 1861 bis 1864 durfte sie an der medizinisch-chirurgischen Akademie in Sankt Petersburg Hospitantin sein. Damit waren für die hochbegabte junge Frau aber im Russland von Zar Alexander II. die Möglichkeiten ausgereizt. Wegen des russischen Hochschulbildungsverbots für Frauen war sie gezwungen, ins Ausland zu gehen. Die Universität Zürich galt damals als die liberalste Lehrstätte Europas, weil sie als erste von einem demokratischen Staat – unabhängig von der Kirche oder einem Landesfürsten – gegründet worden war. Deshalb wurden schon ab 1840 vereinzelt Frauen als Hörerinnen in Vorlesungen der Philosophischen Fakultät aufgenommen. 1866 war Nadeschda Suslowa die erste Russin und gleichzeitig die erste Frau, die sich an der Universität Zürich immatrikulieren durfte. Zwei Jahre später folgte ihr mit Marie Heim-Vögtlin die erste Schweizer Medizinstudentin an der Universität Zürich.
Nach Zürich reiste sie zusammen mit ihrer Schwester Apollinarija Suslowa, die als Geliebte Fjodor Dostojewskis bekannt wurde. In einem Brief schrieb sie nach Hause: „Ich bin die erste, aber nicht die letzte. Nach mir werden Tausende kommen.“ Tatsächlich machten 1872 die Russen bereits über 30 Prozent aller Studierenden an der Universität Zürich aus. Bei den Frauen war der Anteil mit 109 Russinnen oder 95 Prozent aller Zürcher Studentinnen sogar noch dreimal höher. Keine war aber so begabt wie Nadeschda Suslowa, welche mit erst 24 Jahren die erste promovierte Ärztin in der Schweiz und in Russland wurde. Unter der Matrikelnummer 3221 ist in den Archiven der Universität Zürich nachzulesen, dass Suslowa am 14. Dezember 1867 an der medizinischen Fakultät promovierte. Ihre Dissertation trägt den Titel „Beiträge zur Physiologie der Lymphherzen“ (VZU 476).
Kurz nach ihrer Promotion heiratete sie am 16. April 1868 den Zürcher Augenarzt Friedrich Erismann und zog mit ihm 1869 nach Sankt Petersburg. Während Erismann dort seine Praxis führte, gründete Nadeschda Suslowa als erste Frau Russlands eine eigene Praxis für Gynäkologie und Pädiatrie. Ihre Ehe wurde am 18. August 1883 vom Bezirksgericht in Aarau geschieden. Schon einige Jahre zuvor hatte Nadeschda Suslowa den russischen Histologen Alexander Jefimowitsch Golubew kennengelernt, den sie nach ihrer Scheidung von Erismann heiratete. Zusammen gründeten sie um 1880 in der aufstrebenden Handelsstadt Nischni Nowgorod eine gemeinsame Praxis. Nadeschda Suslowa hielt es aber nicht lange im Norden aus, schon 1893 zog das Ehepaar weiter in den Kurort Aluschta auf der Krim-Halbinsel. Sie leistete den armen Einwohnern der Kleinstadt am Schwarzen Meer kostenlose ärztliche Betreuung und gründete eine kostenlose Schule für die Dorfkinder, ein Gymnasium und das städtische Krankenhaus. Neben ihrer karitativen Arbeit schrieb die Ärztin noch einige philosophische Bücher.
Nadeschda Suslowa starb am 20. April 1918 in Aluschta und wurde im Dorf Lasurnoje zwischen Zypressen und Weingärten begraben.